# Falko Beitz
Falko Beitz (geboren am 10. Dezember 1986 in Wolgast) ist ein deutscher Politiker der Sozialdemokratischen Partei Deutschlands (SPD). Seit 2021 ist er Abgeordneter im Landtag Mecklenburg-Vorpommern.

## Leben
Falko Beitz wuchs in Stolpe auf Usedom auf. Nach dem Besuch der Grundschule in der Stadt Usedom legte er in Heringsdorf das Abitur ab. Anschließend studierte er Geschichts- und Politikwissenschaft an der Universität Greifswald mit dem Abschluss Bachelor of Arts. Er war als Geschäftsführer der SPD-Fraktion im Kreistag Vorpommern-Greifswald und Leiter des SPD-Bürgerbüros in Wolgast tätig.

## Politik
Er engagiert sich seit dem Jahr 2009 in der Kommunalpolitik. Falko Beitz war Gemeindevertreter und stellvertretender Bürgermeister, seit 2019 Bürgermeister in Stolpe auf Usedom. Zudem gehört er dem Kreistag Vorpommern-Greifswald an. Dort fungiert er seit 2020 als Vorsitzender der SPD-Fraktion.
Er trat bei der Landtagswahl in Mecklenburg-Vorpommern 2016 im Landtagswahlkreis Vorpommern-Greifswald III an und wurde mit 17,8 Prozent der Erststimmen Vierter. Bei der Landtagswahl in Mecklenburg-Vorpommern 2021 trat er erneut im Landtagswahlkreis Vorpommern-Greifswald III an, gewann diesen für die SPD mit 27,9 Prozent der Erststimmen und wird damit den Wahlkreis im 8. Landtag Mecklenburg-Vorpommern vertreten.

## Mitgliedschaften und Ehrenamt
- Bürgermeister der Gemeinde Stolpe auf Usedom
- Mitglied im Kreistag Vorpommern-Greifswald, Vorsitzender der SPD-Kreistagsfraktion
- Vorsitzender des SPD-Ortsvereins Insel Usedom
- „Förderverein Schloss Stolpe e.V.“, Vorstandsmitglied
- „Deutsch-polnisches Kulturforum Odermündung e.V.“, Vorstandsmitglied
- Mitglied in der Hafengemeinschaft „Naturhafen Stolpe“
- Mitglied im „Aktionsbündnis Karniner Brücke“
- Mitglied in der Sozialdemokratischen Gemeinschaft für Kommunalpolitik Mecklenburg-Vorpommern
- Mitglied der Gewerkschaft ver.di